# برونوو پاسکویینی
برونوو پاسکویینی (ایتالیایی: Bruno Pasquini; ۲۳ نوامبر ۱۹۱۴ – ۱۲ اوت ۱۹۹۵) دوچرخه‌سوار اهل ایتالیا بود.